# Barita
La barita o baritina és un mineral de la classe dels sulfats que pertany al grup de la barita juntament amb altres minerals com la celestina o l'anglesita. Està formada per sulfat de bari, BaSO₄, i normalment és de color blanc o incolor. La barita i la celestina poden formar una solució sòlida: (BaSr)SO₄. El nom d'aquest mineral prové del grec baris (pesant).

## Propietats
La barita cristal·litza en el sistema ortoròmbic i forma cristalls tabulars, bells i rics en cares i els quals tenen una forma de llibre obert o de cresta de gall. Té una duresa de 3 a 3,5 a l'escala de Mohs, una densitat d'entre 4,48 i 4,50g/cm³ i una lluïssor més aviat vítria i nacrada. És transparent, sovint translúcid amb coloracions (a causa de les impureses) grises, blanques, grogues, roses, vermelloses, verdoses i fins i tot negre, la seva ratlla és blanca i no presenta macles.
És una espècie molt comuna i, a causa de la seva gran estabilitat es pot trobar també en forma detrítica. Aquest mineral, se situa sobretot als filons hidrotermals de temperatura mitjana i baixa acompanyant sulfurs metàl·lics, com ara els de Ag, Cu, Pb, Co i Mn. En canvi, és més rar en roques sedimentàries, on es pot trobar com a material cimentant de roques detrítiques formant concrecions i nòduls d'estructura fibrosa, especialment en roques argiloses i en calcàries i gresos.

## Aspecte
Presenta cristalls tabulars lenticulars, incolors, groguencs, vermellosos, verdosos, blavosos... encara que sovint pot tenir un color negre a causa de la presència de substàncies bituminoses. Els cristalls es poden trobar en forma d'associacions a base de grups laminars divergents (crestes de gall) o bé disposats amb una forma de roseta (rosa del desert). També es pot presentar en masses granulars, compactes, espàtiques, terroses i estalactítiques.

## Localització, extracció i ús
S'han trobat enormes cristalls d'aquest mineral que ocupen fins a un metre de longitud a Gran Bretanya, Txèquia, Transsilvània (Romania), i a Alemanya. També s'ha trobat aquest mineral en forma de sediment, sota la forma de concrecions globulars radiades o espàtiques, freqüentment termoluminescents, a Bolònia (Itàlia). Als Estats Units hi ha grans dipòsits que s'exploten industrialment. Les varietats anomenades roses del desert (no s'ha de confondre amb la varietat de guix del mateix nom) són comunes als deserts del Sàhara i d'Oklahoma.
La majoria d'extraccions d'aquest mineral a Espanya, provenen dels Pics d'Europa, de Riotinto, de la Serra del Gador i d'Almadén. Pel que fa als Països Catalans, els jaciments més coneguts dels quals se n'extreu aquest mineral se situen a Artana (Castelló), a Bagà (el Berguedà), a Eslida (Castelló), a Sau (Osona), a Toloriu (Alt Urgell) i Viladrau (Girona).
Generalment, la baritina s'utilitza com a principal font de bari, encara que també s'utilitza com a additiu pesat als fangs de les perforacions petrolíferes. Normalment, també es fa servir a la indústria de paper i goma i al mateix temps, s'usa per a la realització de radiografies del sistema digestiu (papilla de bari), en la fotografia com a substància dels papers fotogràfics anomenats "papers de baritat", per a la pantalla de les radiacions penetrants mesclades amb argamassa i per la preparació d'un pigment blanc molt apreciat.